# Liste der Gebietsänderungen in Sachsen 2005
Die Liste der Gebietsänderungen in Sachsen 2005 enthält Änderungen an Gemeindegebieten des Freistaats Sachsen in der Zeit vom 1. Januar 2005 bis zum 31. Dezember 2005. Dazu zählen unter anderem Zusammenschlüsse und Trennungen von Gemeinden, Eingliederungen von Gemeinden in eine andere, Änderungen des Gemeindenamens und Umgliederungen von Teilen einer Gemeinde in eine andere.

In Sachsen kam es im Jahr 2005 zu 13 Gemeindegebietsänderungen, davon vier Eingliederungen, sechs Umgliederungen sowie drei Namensänderungen von Gemeinden. Von den entstandenen Gemeinden existieren heute noch elf, die anderen wurden durch spätere Gebietsänderungen aufgelöst. Eine Besonderheit stellt die Aufteilung der Gemeinde Knappensee auf die Gemeinden Lohsa und Königswartha dar. Rechtlich gesehen wurde diese zuerst aufgelöst, die Ortsteile dann zwischen den aufnehmenden Gemeinden aufgeteilt.

## Legende
- Datum: juristisches Wirkungsdatum der Gebietsänderung
- Gemeinde vor der Änderung: Gemeinde vor der Gebietsänderung
- Gebietsänderung: Art der Gebietsänderung
- Gemeinde nach der Änderung: Gemeinde nach der Gebietsänderung
- Landkreis: Landkreis der Gemeinde nach der Gebietsänderung
- OT: Ortsteil

Die Sortierung erfolgt chronologisch: Datum, kreisfreie Städte, Landkreise, aufnehmende oder neu gebildete Gemeinde. Heute noch bestehende Gemeinden sind farbig unterlegt.

## Liste der Gebietsänderungen
| Datum      | Gemeinde vor Änderung                                                             | Gebietsänderung    | Gemeinde nach Änderung | Landkreis                           |
| ---------- | --------------------------------------------------------------------------------- | ------------------ | ---------------------- | ----------------------------------- |
| 01.01.2005 | Wiesa                                                                             | Namensänderung zu  | Thermalbad Wiesenbad   | Annaberg                            |
| 01.01.2005 | Scharfenstein                                                                     | Eingliederung nach | Drebach                | Mittlerer Erzgebirgskreis           |
| 01.01.2005 | Grünhain                                                                          | Eingliederung nach | Beierfeld              | Aue-Schwarzenberg                   |
| 01.01.2005 | Beierfeld                                                                         | Namensänderung zu  | Grünhain-Beierfeld     | Aue-Schwarzenberg                   |
| 01.01.2005 | Schlegel                                                                          | Eingliederung nach | Hirschfelde            | Löbau-Zittau                        |
| 01.01.2005 | Knappensee 1.557,55 Hektar mit 1.634 Einwohnern (Ortsteile Groß Särchen, Koblenz) | Umgliederung nach  | Lohsa                  | Kamenz                              |
| 01.01.2005 | Knappensee 576,15 Hektar mit 407 Einwohnern (Ortsteil Wartha)                     | Umgliederung nach  | Königswartha           | Bautzen                             |
| 18.01.2005 | Schlema                                                                           | Namensänderung zu  | Bad Schlema            | Aue-Schwarzenberg                   |
| 12.05.2005 | Leipzig 0,49 Hektar                                                               | Umgliederung nach  | Rackwitz               | Delitzsch                           |
| 28.05.2005 | Leipzig 0,31 Hektar                                                               | Umgliederung nach  | Schkeuditz             | Delitzsch                           |
| 01.07.2005 | Erlabrunn mit Steinheidel                                                         | Eingliederung nach | Breitenbrunn/Erzgeb.   | Aue-Schwarzenberg                   |
| 01.07.2005 | Zeithain 75 Einwohner                                                             | Umgliederung nach  | Glaubitz               | Riesa-Großenhain                    |
| 07.10.2005 | Weißwasser/Oberlausitz 30 Hektar                                                  | Umgliederung nach  | Groß Düben             | Niederschlesischer Oberlausitzkreis |

## Quelle
- Statistisches Landesamt Sachsen: Gebietsänderungen ab 1. Januar 2000 bis 31. Dezember 2009 (XLSX-Datei; 40 kB)